# Kanton Dieskau
Der Kanton Dieskau war im napoleonischen Königreich Westphalen eine Verwaltungseinheit im Distrikt Halle des Departements der Saale.
Hauptort des Kantons und Sitz des Friedensgerichts war Dieskau im heutigen Saalekreis. Der Kanton umfasste sieben Kommunen. Er war bewohnt von 2143 Einwohnern und hatte eine Fläche von 1,14 Quadratmeilen. Er ging aus einem Teil des Saalkreises des Herzogtum Magdeburg hervor.
Die zum Kanton gehörigen Ortschaften waren:
- Dieskau mit Bruckdorf
- Lochau mit Pritschöna und Wesenitz
- Großkugel
- Gröbers und Schwoitsch
- Osmünde und Gottenz
- Benndorf mit Bennewitz und Proitz
- Kleinkugel mit Zwintschöna und Canena